# Acestòrides (escriptor)
Acestòrides (grec antic: Ἀκεστορίδης, Akestorídēs, llatí: Acestorides) fou un escriptor grec que va escriure històries de llegendes mítiques barrejades amb fets reals sobre cada ciutat de Grècia (τῶν κατὰ πόλιν μυθικῶν), i els va titular μυθικὰ ('coses mítiques') per evitar calúmnies i per indicar el contingut agradable del llibre.
En van fer recopilacions Conó, Apol·lodor, Protàgores i altres, segons Foci.